# 韋斯特科特 (密蘇里州)
韋斯特科特（英語：Westcott）是位於美國密蘇里州費爾普斯縣的鬼鎮。

## 歷史
韋斯特科特的郵局於1893年設立，其後於1906年停運。

## 地理
韋斯特科特所處的海拔為高於海平面287米（即942英呎），而該地所採用的時區為UTC-6，即北美中部時區（CST）。同時該地設有夏令時間，為UTC-6調快一小時，即UTC-5（CDT）。